# Kamaldinni, Lingsugur
Kamaldinni là một làng thuộc tehsil Lingsugur, huyện Raichur, bang Karnataka, Ấn Độ.